# De Sims 2: Huisdieren
De Sims 2: Huisdieren (Engels: The Sims 2: Pets) is het vierde uitbreidingspakket van De Sims 2 dat in 2006 op pc, PlayStation 2, PlayStation Portable, Game Boy Advance en Nintendo GameCube verscheen. Later kwamen de Nintendo DS-versie en de Wii-versie uit.

## Gameplay
Met dit uitbreidingspakket is het mogelijk huisdieren zoals honden en katten te hebben, te verzorgen en ze te trainen. Vogels en kleine knaagdieren in kooien, en vissen in aquariums zijn ook mogelijk. Het spel bevat tevens nieuwe meubels en kledij.

### Behoeften van huisdieren
Onderstaande behoeften zijn enkel van toepassing op honden en katten.
- Honger
- Comfort
- Blaas
- Energie
- Plezier
- Sociaal
- Hygiëne
- Kauwen (honden)
- Krabben (katten)

### Weerwolf
Het "monster" in dit pakket is een weerwolf. Sims kunnen een weerwolf worden door een vriendschap van 100 % te hebben met de leider van de wolven, welke geelgloeiende ogen heeft.